# Лесогорская (Краснодарский край)
Лесого́рская (также Лесогорский) — станица в Апшеронском районе Краснодарского края России. Входит в состав Тверского сельского поселения.

## География
Станица расположена на правом берегу реки Пшиш, в горно-лесной зоне, в 17 км северо-западнее районного центра — города Апшеронск (50 км по дороге).
В окрестностях — хутор Елинский, на противоположной стороне реки — хутор Захаров, село Осиновское (хутор Осиновский или Церковный).

### Улицы
| - ул. Будённого, - ул. Гагарина, - ул. Кирова, - ул. Комсомольская, - ул. Озёрная, - ул. Партизанская, | - ул. Подлесная, - ул. Пушкина, - ул. Центральная, - ул. Чапаева, - ул. Школьная. |

### Гидрография
Станица расположена на правом берегу реки Пшиш. На юге станицы расположено искусственное озеро Сухолюбское. С юга на север через станицу пересекает р. Гранатка, впадающая в Пшиш 400 метрами севернее станицы.

## Население
| 2002 | 2010 |
| ---- | ---- |
| 802  | ↗805 |

## Образование
В станице Лесогорской находится средняя школа № 26 (МБОУ СОШ № 26).

## Транспорт
Железнодорожная станция Николенково на линии «Армавир — Туапсе».